# Anstrich

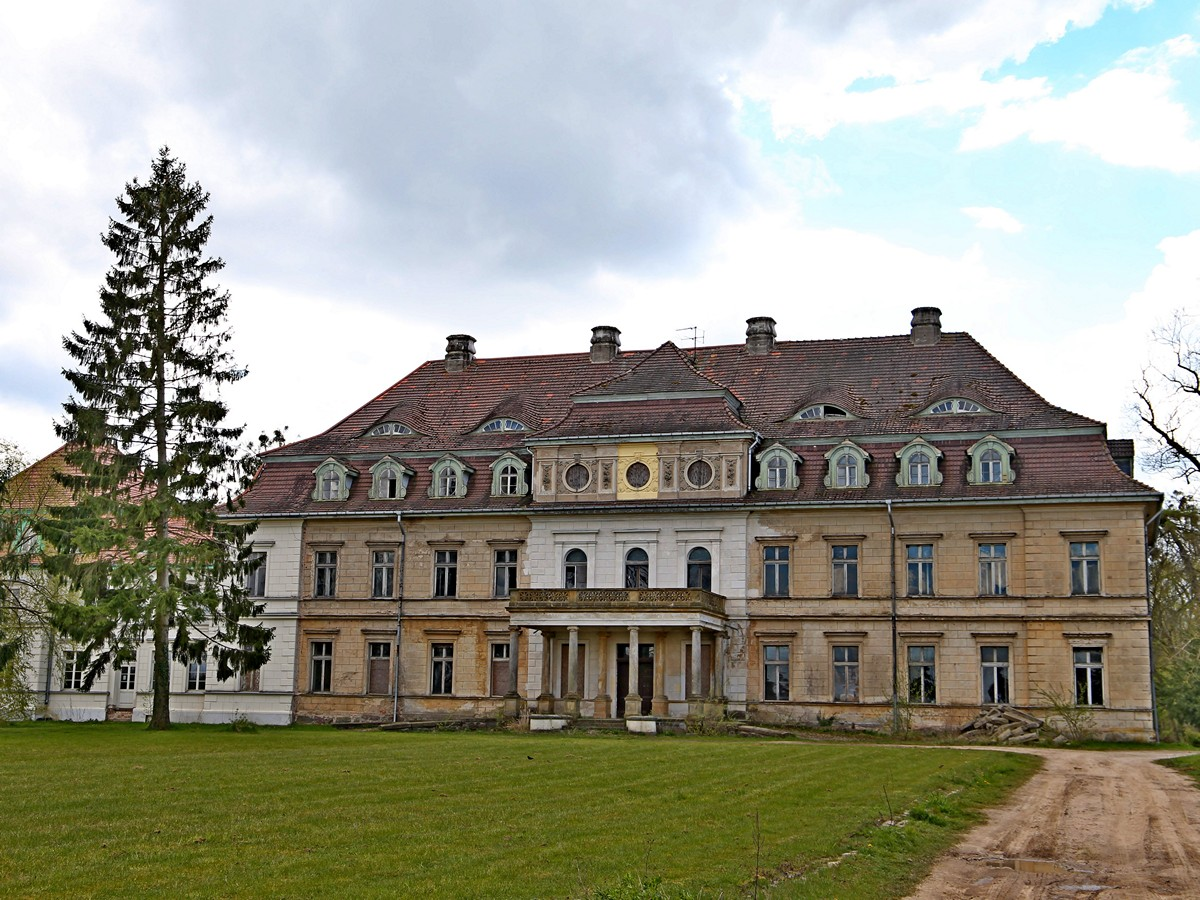
Probeanstrich

Der  Ausdruck Anstrich bezeichnet im Malerhandwerk das Auftragen von Anstrichmittel, von Farbe auf einer Oberfläche bzw. das Ergebnis des Anstrichs selbst. Der Anstrich kann sowohl eine schmückende als auch eine schützende Funktion haben. Der übergeordnete fachtechnische Begriff ist Beschichten.

## Unterscheidungsmerkmale
Die nähere Bezeichnung der Anstriche erfolgt nach dem Verwendungszweck, nach dem zu streichenden Untergrund oder nach dem im Anstrichstoff enthaltenen Bindemittel.
nach Verwendungszweck
- Fassadenanstrich = Außenanstrich
- Innenanstrich = Wandfarben
- Fußbodenanstrich
- Feuerschutzanstrich
- Außenanstriche werden aufgetragen, damit keine Feuchtigkeit in Putz und Mauerwerk eindringen kann oder um Korrosion auf Metallen zu verhindern.
- Ölsockel

nach Beschaffenheit
- Heißanstrich
- Kaltanstrich

nach dem Untergrund
- Holzanstrich
- Betonanstrich, siehe auch Oberflächenschutzsystem
- Putzanstrich
- Metallanstrich

nach Bindemittel
- Kalkanstrich
- Zementanstrich
- Mineralfarben
- Leimfarbe
- Latexfarbe,
- Dispersionsfarbenanstriche
- Lack und
- Ölanstrich
- Leinölfarbe

Seit November 2001 werden Wandanstriche für Innen nach DIN 13300 in verschiedene Qualitätsstufen anhand unterschiedlicher Faktoren eingeteilt.
- Nassabriebbeständigkeit/ Nassabriebklasse
- Kontrastverhältnis
- Glanz
- maximale Korngröße

Bis November 2001 wurden Wandanstriche für Innen nach alter DIN 53 778 in folgenden Qualitäten unterschieden:
- wischfest: billig, allerdings mit der geringsten Haftfähigkeit auf dem Untergrund.
- waschfest: normale wasserfeste Qualität, die für normal genutzte Wohnräume eingesetzt wird.
- scheuerfest:  Ein mechanisch beständiger Anstrich der für Bäder, Flure und Küchen eingesetzt wird.